# Минимальность (динамические системы)
В теории динамических систем, динамическая система называется минимальной, если у неё нет нетривиальных (замкнутых) подсистем.

## Определения
Динамическая система {\displaystyle (X,T)} называется минимальной, если для любого замкнутого
{\displaystyle A\subset X,\quad T(A)=A},
либо {\displaystyle A} пусто, либо совпадает со всем {\displaystyle X}.
Поскольку замыкание любой орбиты является инвариантным множеством, то определение можно эквивалентно переформулировать следующим образом: динамическая система минимальна, если любая её орбита всюду плотна.
Также, инвариантное подмножество {\displaystyle Y\subset X,\,Y\neq \emptyset } фазового пространства системы {\displaystyle (X,T)} называется минимальным множеством, если ограничение {\displaystyle (Y,T|_{Y})} системы на него минимально.

## Свойства
- Минимальная система либо состоит из одной орбиты, либо не имеет ни неподвижных точек, ни периодических орбит.
- Минимальный диффеоморфизм окружности эргодичен (теорема Катка-Эрмана).

## Примеры
- Иррациональный поворот минимален.
- Сдвиг на постоянный вектор на торе {\displaystyle \mathbb {T} ^{n}=\mathbb {R} ^{n}/\mathbb {Z} ^{n}} минимален тогда и только тогда, когда координаты вектора сдвига и единица линейно независимы над {\displaystyle \mathbb {Q} }.
- Диффеоморфизм окружности минимален тогда и только тогда, когда он сопряжён иррациональному повороту.
- Существует сохраняющий меру Лебега диффеоморфизм двумерного тора, который минимален, но не эргодичен (пример Фюрстенберга).